# 山本隼大
山本 隼大（やまもと はやた、2003年2月12日 - ）は、愛知県出身のサッカー選手。Jリーグ・水戸ホーリーホック所属。ポジションはフォワード、ミッドフィールダー。

## 来歴
専修大学在籍時の2024年5月に、2025年から水戸ホーリーホックへの加入内定と同時に、2024年シーズンの特別指定選手として登録された。
5月18日、J2リーグ・大分トリニータ戦に途中出場でデビューした。

## 所属クラブ
- 愛知フットボールクラブU-12
- ホペイロ刈谷
- 2018年 - 2020年 名古屋高等学校
- 2021年 - 2024年 専修大学
  - 2024年5月  水戸ホーリーホック（特別指定選手）
- 2025年 -  水戸ホーリーホック

## 個人成績
| 国内大会個人成績 | 国内大会個人成績 | 国内大会個人成績 | 国内大会個人成績 | 国内大会個人成績 | 国内大会個人成績 | 国内大会個人成績 | 国内大会個人成績 | 国内大会個人成績 | 国内大会個人成績 | 国内大会個人成績 | 国内大会個人成績 |
| 年度             | クラブ           | 背番号           | リーグ           | リーグ戦         | リーグ戦         | リーグ杯         | リーグ杯         | オープン杯       | オープン杯       | 期間通算         | 期間通算         |
| 年度             | クラブ           | 背番号           | リーグ           | 出場             | 得点             | 出場             | 得点             | 出場             | 得点             | 出場             | 得点             |
| 日本             | 日本             | 日本             | 日本             | リーグ戦         | リーグ戦         | リーグ杯         | リーグ杯         | 天皇杯           | 天皇杯           | 期間通算         | 期間通算         |
| ---------------- | ---------------- | ---------------- | ---------------- | ---------------- | ---------------- | ---------------- | ---------------- | ---------------- | ---------------- | ---------------- | ---------------- |
| 2024             | 水戸             | 39               | J2               | 15               | 1                | 0                | 0                | -                | -                | 15               | 1                |
| 2025             | 水戸             | 39               | J2               |                  |                  |                  |                  |                  |                  |                  |                  |
| 通算             | 日本             | 日本             | J2               | 15               | 1                | 0                | 0                | 0                | 0                | 15               | 1                |
| 総通算           | 総通算           | 総通算           | 総通算           | 15               | 1                | 0                | 0                | 0                | 0                | 15               | 1                |

- 2024年は特別指定選手

出場歴
- Jリーグ初出場:2024年5月18日 J2第16節 大分トリニータ戦（ケーズデンキスタジアム水戸）
- Jリーグ初得点:2024年6月29日 J2第22節 レノファ山口FC戦（ケーズデンキスタジアム水戸）